# جلال طالبانی
جلال طالبانی (به کردی: جەلال تاڵەبانی) (۱۲ نوامبر ۱۹۳۳ – ۳ اکتبر ۲۰۱۷) رئیس‌جمهور عراق در فاصله سال‌های ۲۰۰۵ تا ۲۰۱۴ میلادی و رهبر حزب اتحادیه میهنی کردستان (یه‌کێتیی نیشتمانی کوردستان) و از رهبران جنبش ملی‌گرایی کرد بود.
جلال طالبانی در پائیز ۱۹۳۳ در روستای کلکان در دامنه کوه کوسرت در یک خانواده مذهبی پیرو طریقت قادریه به دنیا آمد. دوران کودکی خود را در همان روستا سپری کرده و پس از آن که پدر وی به‌عنوان مرشد تکیه طالبانی در شهر کویسنجق برگزیده شد، خانواده وی به شهر نقل مکان کردند.

## ریشهٔ ایرانی
براساس آنچه که جلال طالبانی در کتاب زندگی و خاطرات خود (کتاب پس از شصت سال نوشته عرفان قانعی فرد با نظارت و ویرایش زنده یاد دکتر کمال فؤاد، معاون جلال طالبانی و با حمایت اتحادیه میهنی کردستان عراق و دفتر ریاست جمهوری جلال طالبانی، به زبان‌های کُردی و عربی و فارسی در سال‌های ۲۰۰۸ تا ۲۰۱۳ منتشر شدند) بیان کرده است، خانواده طالبانی اصالتاً از کُردهای ایران بوده که خاندان آن‌ها از ایران به عراق مهاجرت کرده‌اند. خاندان طالبانی به ایل زنگنه تعلق دارند. جد این خاندان به ملامحمود زنگنه مشهور است. اما این خاندان پیروی فرقهٔ قادری است و به مصلحت سیاسی و طریقتی از لحاظ نسب خود را به سادات برزنجی کاکه سوری و افرادی مانند شیخ رضا طالبانی یا رستم آغا که بعدها به رستم آقای قره‌داغی معروف شد می‌رسانند، اما از لحاظ بطنی و نیز از سوی مادر به ایل زنگنه تعلق دارند. اجداد پدری جلال طالبانی اصالتاً ایرانی و از کُردهای بوکان بوده‌اند که در دوره صفویه به عراق مهاجرت کرده‌اند.
در زندگی‌نامه جلال طالبانی چنین آمده که:
آغا رستم خان از بی رحمی شاه عباس صفوی از بوکان به عراق رفت و در قره داغ سکنی گزید.

## زندگی سیاسی
مقاله اصلی: کردها در عراق.
بعد از تجزیه حزب دمکرات کردستان (KDP)، طالبانی عضو گروهی به نام دفتر سیاسی بود که از ملا مصطفی بارزانی جدا شده بودند. شکست و فروپاشی نهضت کُردها در سال ۱۹۷۵، بحران عمیقی برای کردستان به همراه داشت. حزب میهنی کردستان عراق (PUK) دو ماه بعد از این فروپاشی با هدف بازسازی، جهت دادن به حرکت و مقاومت کُردها و ساماندهی جامعهٔ کُرد به شیوه‌های مدرن و دمکراتیک، به‌وسیله طالبانی و تعدادی از روشنفکران کُرد پایه‌گذاری شد. این حزب در ۱۹۷۶ فعالیت‌ها و مقاومت‌های مسلحانه خود را در داخل خاک عراق علیه حکومت حاکم بر عراق و با نیم‌نگاهی به رقابت با رقیب حاکم و سنتی خود – حزب دمکرات کردستان- شروع کرد.
پس از اخراج نیروهای عراق از کویت در سال ۱۹۹۱، حزب PUK نقش رهبری را در شورشهای ناموفق کُردها در شمال به عهده داشت و نیروهای آن موفق به تصرف چندین شهر شدند ولی این پیروزی کُردها دیری نپایید و نیروهای عراقی مبارزان کُرد را شکست داده و میلیون‌ها نفر را مجبور به فرار به کوه‌های اطراف مرز ترکیه نمودند. پس از آن هر دو حزب PUK و KDP مذاکره با حکومت عراق را از سر گرفتند و اعلام منطقه پرواز ممنوع در شمال و جنوب عراق توسط نیروهای ائتلاف در جنگ خلیج فارس، فرصتی طلایی برای هر دو حزب، فراهم کرد.
در ماه مه ۱۹۹۲، در کردستان عراق انتخابات محلی برگزار شد و حزب میهنی ۴۲/۲٪ آراء را کسب کرد و با توجه به اینکه هیچ‌کدام از دو حزب اکثریت آرا به دست نیاوردند توافق شد که کردستان به دو بخش مساوی تقسیم شده و هر کدام به اداره بخشی از آن بپردازند. تقسیم کردستان بین احزاب دمکرات و میهنی و تفاوت استراتژی و عملکرد دو حزب، جنگ داخلی شدیدی را بین دو حزب در ۱۹۹۴ به دنبال داشت که در آن جنگ، KDP از طرف حکومت بعث عراق و PUK از جانب نیروهای ایرانی حمایت می‌شدند.

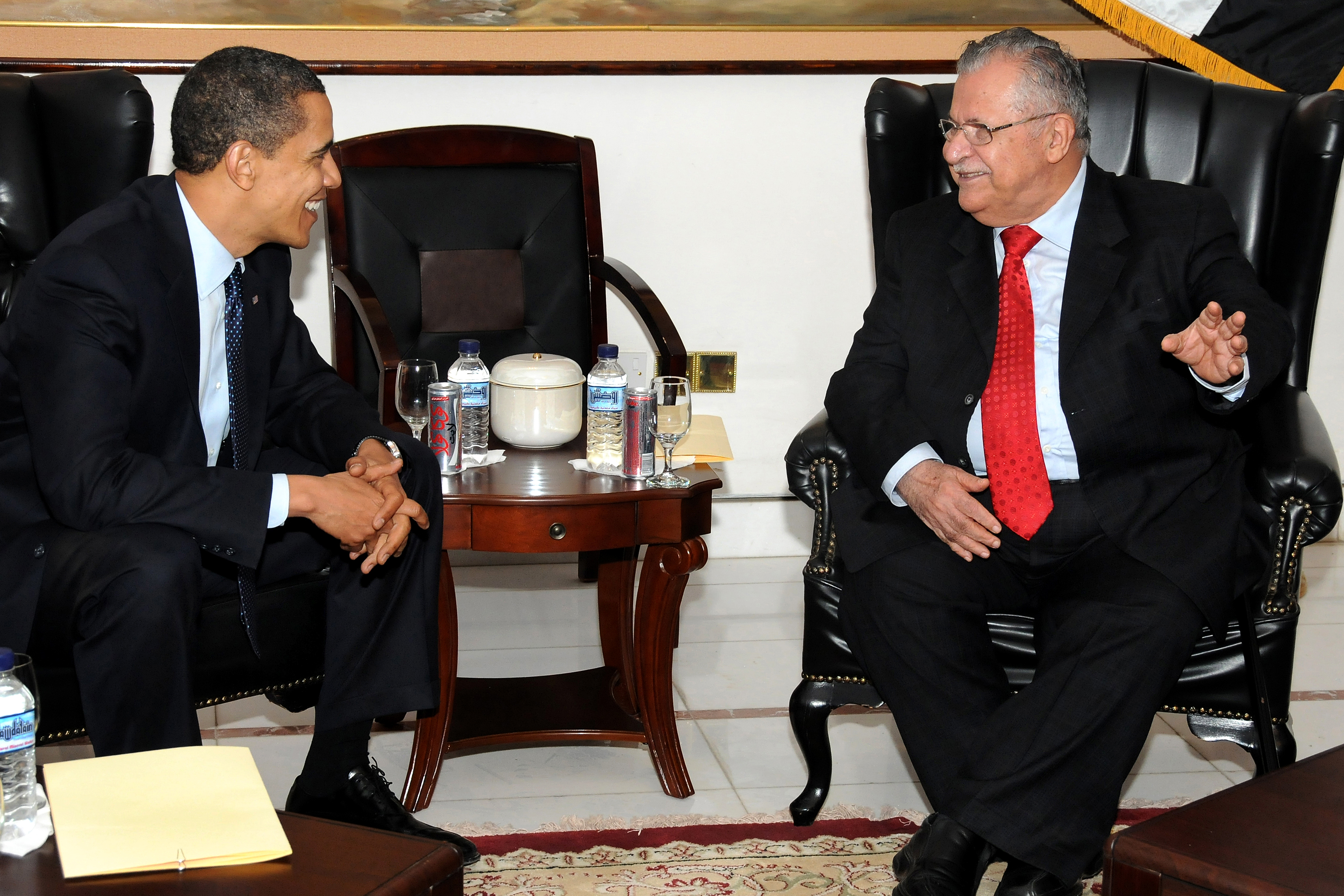

با تلاش‌های ایالت متحده و پس از برگزاری چند نشست بین اعضای ارشد دو حزب، سرانجام در سال ۱۹۹۸ و در واشینگتن توافق‌نامه صلحی بین رهبران دو حزب – مسعود بارزانی و جلال طالبانی – به امضا رسید. ارتباط دو حزب در سال ۲۰۰۲ به عالی‌ترین سطح خود رسید تا جایی که برهم صالح، نخست‌وزیر حکومت میهنی، به خبرنگاران اعلام کرد که هر دو حزب توافق کرده‌اند اداره کردستان را یکی کنند.

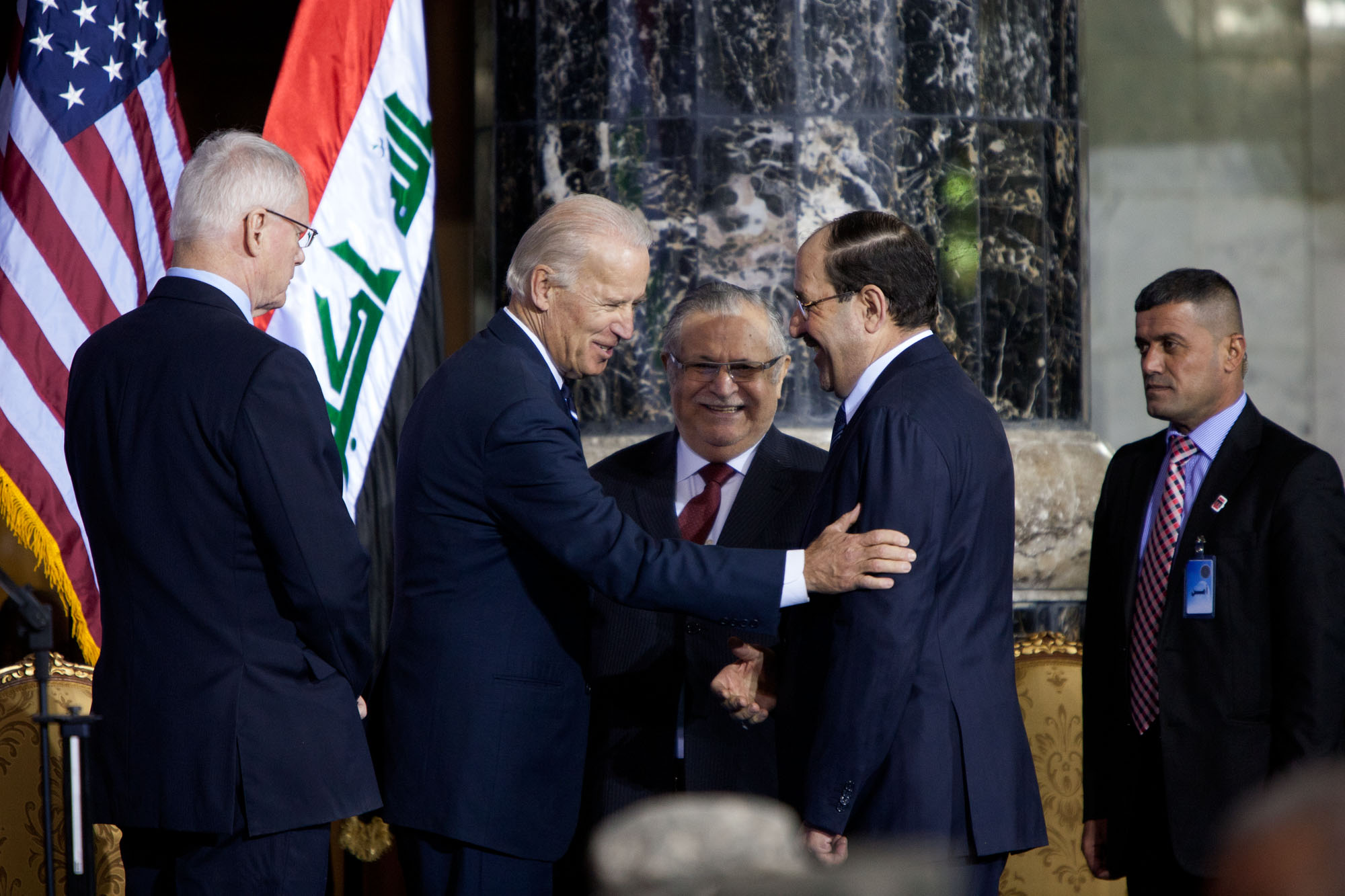

اکنون PUK تحت فرمان رهبر کهنه‌کار کُرد –جلال طالبانی- که به دلیل محبوبیتش «مام جلال» خطاب می‌شد حزبی مدرن، سوسیال دمکرات و تأثیرگذار با اعضای حدود ۱۵۰٬۰۰۰ نفر و ۲۰٬۰۰۰ نیروی نظامی می‌باشد. «مام جلال»، حقوقدان و سیاست‌مداری باهوش، دارای توانایی خاصی در اتحاد و همبستگی کُردها و تأثیرگذار روی دوست و دشمن، محبوبیتی فوق‌العاده در بین کُردها، چه در عراق و چه در سایر نقاط داراست.
طالبانی رئیس‌جمهوری عراق دو بار برای دیدار با مقامهای ایران رهسپار تهران شد. آقای طالبانی نخستین رئیس‌جمهوری عراق پس از عبدالرحمن عارف در سال ۱۹۶۶ بود که از ایران دیدار کرد.

## مرگ
پایگاه‌های اطلاع‌رسانی عراق در ۱۸ دسامبر ۲۰۱۲ خبر از سکتهٔ مغزی و وخیم بودن حال وی دادند. جلال طالبانی در سال ۲۰۱۲ برای درمان به آلمان رفت. در دسامبر ۲۰۱۳ عکس‌های تازه‌ای از جلال طالبانی توسط کردست منتشر شد که نشان دهنده بهبود وضعیت جسمانی جلال طالبانی است. طالبانی در ۱۹ ژوئیه ۲۰۱۴ از فرودگاه برلین به فرودگاه سلیمانیه برگشت.
جلال طالبانی سرانجام پس از پنج سال تحمل بیماری در روز ۳ اکتبر ۲۰۱۷ پس از ۸۳ سال و ۳۲۵ روز زندگی در بیمارستانی در برلین آلمان درگذشت.

### تشییع پیکر
پیکر وی در روز ۶ اکتبر ۲۰۱۷ با حضور فؤاد معصوم، مسعود بارزانی، محمد جواد ظریف و سایر سران عراقی و کشورهای دیگر تشییع و به خاک سپرده شد.